# Kinga Ciesielska
Kinga Ciesielska (ur. 28 września 1968 w Warszawie) – polska aktorka.

## Życiorys
W 1995 roku ukończyła Studio Aktorskie przy Państwowym Teatrze im. Stefana Jaracza w Olsztynie.

## Filmografia[2]
- 1997: Dom
- 1997: Klan – pracownica Izby Wytrzeźwień
- 1998: Złoto dezerterów – Truda
- 2000–2001: Adam i Ewa – Zalesińska
- 2002: M jak miłość – kobieta na polu kapusty
- 2002–2010: Samo życie – Lidia
- 2003: Zróbmy sobie wnuka – Maryśka
- 2003: Plebania –
  - klientka
  - sekretarka dyrektora tulczyńskiej szkoły
- 2003: Kasia i Tomek – Monika
- 2003–2017: Na Wspólnej – kobieta
- 2004–2010: Złotopolscy – Katarzyna Zalewska
- 2004: Mój Nikifor – Krysia
- 2004: Kryminalni – znajoma Gancarza
- 2006: Na dobre i na złe – kobieta
- 2006: Mrok – służąca Morsztynów
- 2006: Magda M. – Zofia Lesicka
- 2007: Prawo miasta – Walczakowa
- 2007: Na dobre i na złe – pacjentka Drzewieckiego
- 2007: Afera mięsna – kierowniczka sklepu
- 2009: Ostatnia akcja – właścicielka wypożyczalni samochodów
- 2010: Ojciec Mateusz – Róża
- 2011: Rezydencja – matka Kasi
- 2011: Ranczo – kobieta
- 2011: M jak miłość – właścicielka salonu fryzjerskiego
- 2011: Instynkt – sąsiadka Rogóża
- 2011: Barwy szczęścia – wychowawczyni Kajtka
- 2012: Szpilki na Giewoncie – Teresa Lulczyk
- 2012: Być jak Kazimierz Deyna – Katia Pawłowna „Caryca”
- 2013: Komisarz Alex – Danuta Lerska
- 2013: Blondynka – żona celnika
- 2013: 2XL – sąsiadka Laury
- 2014: Przyjaciółki – właścicielka pensjonatu
- 2014: Prawo Agaty – Klaudia Baranowska
- 2014: Czas honoru. Powstanie – kobieta na ulicy
- 2015: Sprawiedliwy – kobieta
- 2015: Powiedz TAK! – ekspendientka
- 2015: Dziewczyny ze Lwowa – recepcjonistka
- 2015: Aż po sufit! – sąsiadka Tadeusza
- 2015–2016: Singielka – Irena
- 2016: Zjednoczone stany miłości – kelnerka
- 2016: Szkoła uwodzenia Czesława M. – kasjerka
- 2016: Ranczo – Zwinkowa
- 2016: Na noże – kucharka
- 2016: Na dobre i na złe – Magda
- 2016: Atlas – Ilona
- 2016: Szpital dziecięcy – Sylwia Bryga (odc. 7)
- 2017: Belle Epoque – chłopka
- 2017: Wojenne dziewczyny – szmuglerka
- 2017: Sztuka kochania. Historia Michaliny Wisłockiej – Jadwiga
- 2017: Ojciec Mateusz – gospodyni domu Zarembów
- 2017: Najpiękniejsze fajerwerki ever – pielęgniarka
- 2017: Na sygnale – Danka
- 2017: Diagnoza – magazynierka w szpitalu (odc. 2, 3)
- 2018: Barwy szczęścia – sąsiadka Krzepińskiego (odc. 1710)
- 2019: Szóstka – pacjentka Czesława Kowalska (odc. 2)
- 2020: Echo serca – babcia (odc. 41)
- 2020: Nieobecni – woźna Krysia
- 2020: Listy do M. 4 - zakonnica
- 2021: Przyjaciółki - bufetowa